# 溝上慎一
溝上 慎一（みぞかみ しんいち、1970年1月6日 - ）は日本の学校経営者。学校法人桐蔭学園理事長。元京都大学高等教育研究開発推進センター教授。アクティブ・ラーニングの第一人者として学校関係者に注目されている。

## 来歴
- 1989年 大阪府立茨木高等学校卒
- 1994年 神戸大学教育学部卒
- 1996年 大阪大学大学院人間科学研究科博士前期課程修了
- 1996年 京都大学高等教育教授システム開発センター助手
- 2000年 京都大学高等教育教授システム開発センター講師（大学院教育学研究科兼任）
- 2003年
  - 京都大学博士号（教育学）を取得
  - 京都大学高等教育研究開発推進センター助教授（大学院教育学研究科兼任）
- 2007年 京都大学高等教育研究開発推進センター准教授（大学院教育学研究科兼任）
- 2014年 京都大学高等教育研究開発推進センター教授（大学院教育学研究科兼任）
- 2016年 京都大学高等教育研究開発推進センター教授（教育アセスメント室長、大学院教育学研究科兼任）
- 2018年9月 学校法人桐蔭学園理事長代理、トランジションセンター所長、桐蔭横浜大学特任教授
- 2019年4月 学校法人桐蔭学園理事長、トランジションセンター所長、桐蔭横浜大学特任教授
- 2020年4月　桐蔭横浜大学学長兼務、桐蔭横浜大学教授
- 2022年4月　桐蔭横浜大学学長退任、学校法人桐蔭学園理事長に専念

## 賞歴
- 2013年　日本青年心理学会学会賞（「自己形成を促進させる自己形成モードの研究」に対して）
- 2023年　日本教育情報学会論文賞（登本洋子・溝口侑・溝上慎一「高校生の探究的な学習を支援する探究学習態度尺度の開発と探究学習態度タイプの分類の試み」

## 主な著作物

### 単著
- 『自己の基礎理論－実証的心理学のパラダイム－』（金子書房、1999年）
- 『現代大学生論 ~ユニバーシティ・ブルーの風に揺れる』（NHK出版、2004年）
- 『大学生の学び・入門―大学での勉強は役に立つ!』 （有斐閣、2006年）
- 『自己形成の心理学―他者の森をかけ抜けて自己になる』（世界思想社、2008年）
- 『現代青年期の心理学 -- 適応から自己形成の時代へ』（有斐閣、2010年）
- 『アクティブラーニングと教授学習パラダイムの転換』（東信堂、2014年）
- 『アクティブラーニング型授業の基本形と生徒の身体性』（学びと成長の講話シリーズ１）（東信堂、2018年）
- 『大学生白書2018－いまの大学教育では学生を変えられない』（東信堂、2018年）
- 『学習とパーソナリティ－「あの子はおとなしいけど成績はいいんですよね！」をどう見るか－』（学びと成長の講話シリーズ2）（東信堂、2018年）
- 『社会に生きる個性―自己と他者・拡張的パーソナリティ・エージェンシー－』（学びと成長の講話シリーズ３）（東信堂、2020年）
- 『高校生の学びと成長に向けた「大学選び」－偏差値もうまく利用する－』（東信堂、2021年）
- 『インサイドアウト思考—創造的思考から個性的な学習・ライフの構築へ—』 (学びと成長の講話シリーズ4）（東信堂、2023年）

### 編著
- 『大学生の自己と生き方－大学生固有の意味世界に迫る大学生心理学－』（ナカニシヤ出版、2001年）
- 『大学生論―戦後大学生論の系譜をふまえて―』（ナカニシヤ出版、2002年）
- 『学生の学びを支援する大学教育』（東信堂、2004年）
- 『高等学校におけるアクティブラーニング：理論編』 (アクティブラーニング・シリーズ第4巻) （東信堂、2016年）
- 『高等学校におけるアクティブラーニング：事例編』 (アクティブラーニング・シリーズ第5巻) （東信堂、2016年）

### 共編著
- 『心理学者、大学教育への挑戦』 藤田哲也共編（ナカニシヤ出版、2005年）
- 『自己の心理学を学ぶ人のために』 梶田叡一共編（世界思想社、2012年）
- 『活躍する組織人の探究: 大学から企業へのトランジション』 中原淳共編（東京大学出版会、2014年）
- 『高校・大学から仕事へのトランジション―変容する能力・アイデンティティと教育』松下佳代共編（ナカニシヤ出版、2014年）
- 『どんな高校生が大学、社会で成長するのか－「学校と社会をつなぐ調査」からわかった伸びる高校生のタイプ－』溝上慎一 (責任編集) 京都大学高等教育研究開発推進センター・河合塾 (編) (学事出版、2015年)
- 『アクティブラーニングとPBL・探究的な学習』 (アクティブラーニング・シリーズ第2巻) 成田秀夫共編（東信堂、2016年）
- 『高大接続の本質―「学校と社会をつなぐ調査」から見えてきた課題－』溝上慎一 (責任編集) 京都大学高等教育研究開発推進センター・河合塾 (編) (学事出版、2018年)

### 翻訳
- 対話的自己―デカルト/ジェームズ/ミードを超えて ヒューバート・J.M. ハーマンス 森岡 正芳他共訳（新曜社、2006年）
- 若者のアイデンティティ形成－学校から仕事へのトランジション－　コテ, J.・レビン, C. (著) 河井亨・溝上慎一(訳)（東信堂、2020年）

### 監修
- 溝上慎一 (総監修) (2016).アクティブラーニング・シリーズ全7巻（東信堂、2016年）